# 2552 Remek
A 2552 Remek (ideiglenes jelöléssel 1978 SP) a Naprendszer kisbolygóövében található aszteroida. Antonín Mrkos fedezte fel 1978. szeptember 24-én.